# エンロン 巨大企業はいかにして崩壊したのか?
『エンロン 巨大企業はいかにして崩壊したのか?』 (Enron: The Smartest Guys in the Room) は、アレックス・ギブニーが監督した2005年のドキュメンタリー映画。

## 概要
フォーチュン誌の記者ベサニー・マクリーンおよびピーター・エルカインドによる2003年のベストセラー・ノンフィクション小説『The Smartest Guys in the Room』を原作とするこの映画は、経営者の刑事訴追にまで発展した2001年に起きたアメリカの大企業エンロンの破綻の経緯や、同社のカリフォルニア電力危機への関与を、原作者2人のほか、エンロンの役員や従業員、株式分析家、元カリフォルニア州知事グレイ・デイヴィスらへのインタビューを通じて描く。
第21回インディペンデント・スピリット賞ドキュメンタリー映画賞を獲得したほか、第78回アカデミー賞長編ドキュメンタリー映画賞にもノミネートされた。

## 評価
本作は非常に高い評価を得た。Rotten Tomatoesによると117個のレビューのうち97%の支持を獲得しており、「新鮮」に認定されている。Metacriticも37個の批評から82/100という「広く好意的な評価」の加重平均値を示している。